# 683 (číslo)
Šest set osmdesát tři je přirozené číslo. Následuje po čísle šest set osmdesát dva a předchází číslu šest set osmdesát čtyři. Římskými číslicemi se zapisuje DCLXXXIII a řeckými číslicemi χπγ.

## Matematika
683 je:
- Deficientní číslo
- Prvočíslo Sophie Germainové
- Šťastné číslo

## Astronomie
- (683) Lanzia je planetka hlavního pásu, kterou objevil v roce 1909 Max Wolf

## Ostatní
- +683 je mezinárodní telefonní předvolba Niue

## Roky
- 683
- 683 př. n. l.